# Agriotes pallidulus
Espèce
Agriotes pallidulus est une espèce d'insectes de l'ordre des coléoptères et de la famille des Elateridae que l'on rencontre en Europe centrale, jusqu'en Ukraine occidentale et dans les Carpathes.

## Synonymie
Selon BioLib (17 août 2014) : 
- Agriotes gabilloti Pic, 1910
- Agriotes picipennis Bach, 1896
- Agriotes rufulus Lacordaire, 1835
- Elater pallidulus Illiger, 1807
- Elater umbrinus Germar, 1824